# فینال جام اتحادیه فوتبال انگلستان ۲۰۰۶
فینال جام اتحادیه فوتبال انگلستان ۲۰۰۶، رقابت پایانی جام اتحادیه فوتبال انگلستان در سال ۲۰۰۶ میلادی است که مابین دو تیم باشگاه فوتبال منچستر یونایتد و باشگاه فوتبال ویگان در ورزشگاه میلنیوم کاردیف برگزار شده‌است.
این مسابقه که در تاریخ ۲۶ فوریه ۲۰۰۶ انجام شده‌است با نتیجه 4 بر 0 به سود تیم باشگاه فوتبال منچستر یونایتد به پایان رسید.